# 생산요소
생산요소(生產要素, 영어: factors of production)는 기업이 공급하는 생산물을 생산하는 데 필요한 것으로 생산 과정에 투입되는 자원을 가리킨다. 18세기 이전에는 토지, 노동만을 생산요소로 보았으나 산업화가 진행되면서 자본을 더해 일반적으로 토지, 노동, 자본을 전통적인 생산요소로 보게되었다. 생산 요소는 생산 요소 시장에서 거래되며, 생산 요소를 사는 쪽은 기업이고, 생산 요소를 파는 쪽은 가계이다.

## 개요
생산의 전과정을 살펴보면 인력과 동력, 기계와 도구, 그리고 원료와 반제품, 토지와 건물 등이 여러 가지 형태로 결부, 구성되어 있다. 이와 같이 생산과정에 있어서 결부된 요소를 생산요소라고 하며 통상적으로 우리는 이것을 노동, 토지 및 자본으로 나누며, 그 개별적인 특수성을 이해하려면 각각을 생산력에 결부되는 관계로서 포착하지 않으면 안된다.

## 요소가격
요소가격이란 생산요소를 기업의 생산에 투입하기 위해서 사용되는 비용을 말한다. 생산요소의 수요는 생산요소를 유치하여 최대의 이윤을 얻고자 하는 기업에 따라 결정된다. 노동시장, 자본시장과 같은 생산요소의 시장을 편의상 경쟁적이라 가정하게 되는데 이때 시장이 경쟁적이라는 표현은 시장에 기업이 많아 어느 한 기업이 높은 이익을 얻기 위해 가격을 바꿀 수 없는 상태를 말한다. 만약 시장가격보다 싼 가격으로 생산요소를 유치하려고 한다면 노동자와 투자자는 이익을 추구하는 심리에 따라 더 높은 이익을 제공하는 기업을 선택하므로 더 이상 생산을 지속할 수 없게 된다.

## 수학적 표현
생산요소를 수학적으로 표현하면 다음과 같다.
{\displaystyle Y=F(K,L)}
{\displaystyle Y}를 생산량이라 할 때, {\displaystyle F()}는 생산함수를 뜻하며 자본을 뜻하는 {\displaystyle K}와 노동을 뜻하는 {\displaystyle L}은 생산요소이다. 이 식을 생산량 {\displaystyle Y}는 생산요소 {\displaystyle K}와 {\displaystyle L}에 달려 있다고 읽는다.

## 참조
1. ↑  미시 경제학 ③ 생산요소와 생산성 향상 - 아하경제
2. ↑  “생산요소 - 한국은행 경제교육”. 2015년 9월 23일에 원본 문서에서 보존된 문서. 2013년 7월 8일에 확인함.
3. ↑  “생산 요소 - 대교학습백과”. 2013년 10월 5일에 원본 문서에서 보존된 문서. 2013년 7월 8일에 확인함.
4. 1 2  윤석범. 《새거시경제학》. 27-31p쪽.

## 같이 보기
- 요소시장
- 생산함수